# NorgesGruppen
NorgesGruppen — норвежская компания, владеет крупнейшей сетью бакалейных магазинов в Норвегии. В сеть компании входят 1975 магазинов, из которых в собственности находятся 565 супермаркетов. Крупнейшими сетями являются Kiwi (650 магазинов в Норвегии и 102 в Дании) и Joker (около 450 магазинов в Норвегии).